# Komai Taizo
Taizo Komai (sinh ngày 14 tháng 6 năm 1973) là một cầu thủ bóng đá người Nhật Bản.
>

## Sự nghiệp câu lạc bộ
Taizo Komai đã từng chơi cho Gamba Osaka.